# 서울 청룡사 석조지장보살삼존상 및 시왕상 일괄
서울 청룡사 석조지장보살삼존상 및 시왕상 일괄(서울 靑龍寺 石造地藏菩薩三尊像 및 十王像 一括)은 서울특별시 종로구, 청룡사에 있는 조선시대의 불상이다. 2009년 3월 3일 서울특별시의 유형문화재 제285호로 지정되었다가, 2014년 1월 13일 문화재청장이 국가지정문화재(보물)로 지정 예고절차를 거쳐, 2014년 3월 11일 대한민국의 보물 제1821호로 지정하였다.

## 개요
청룡사 명부전에 봉안된 지장삼존상과 시왕상 및 권속 등 총 22구이다.
지장시왕상 중 진광대왕 복장 조성기(造成記)에 의하면, 1660년에 동학산 용밀사에서 상화원(上畵員) 승일 등이 지장시왕상과 권속, 3구의 지장삼존상을 한조로 제작한 것임을 알 수 있고, 1950년대에 대구 보현사로부터 청룡사에 이안된 것이다.
지장삼존상은 지장보살상을 중심으로 도명존자와 무독귀왕상이 협시한 형태인데, 지장보살상은 움추린 듯한 사각형 상체에 긴 네모꼴 얼굴을 하고 있고, 높은 무릎을 한 것이 특징이다. 왼쪽(向右)에는 도명존자가 젊은 비구의 모습으로, 우측에는 높은 관을 쓴 무독귀왕이 합장을 하고 서 있다.
지장삼존상 좌우 불단에는 시왕상과 권속들이 배치되었는데 왼쪽(向右)에는 제1·3·5·7·9의 홀수 번호 다섯 분이 자리하고 있으며, 오른쪽(向左)으로는 2·4·6·8·10의 짝수 번호 상 다섯 분이 배치되어 있다. 그리고 이들 좌우에는 판관1, 사자2, 금강역사1 등이 각각 배치되어 있다. 왕관 모양의 관을 쓰고 있는 시왕상들은 모두 나무로 만든 의자에 앉아 발을 가지런히 한 채 홀을 잡고 있는데, 이들 중 제2․5상은 홀 대신 책을 들었고, 제8상은 반가상을 취하고 있다. 시왕상들은 대체적으로 얼굴이 길고 온화하며, 상체는 낮은 반면에 하체는 긴 편이다. 판관들 역시 시왕상과 유사하지만 사자는 다소 작은 편이며, 상체를 벗은 상태의 금강역사상은 한손으로 주먹을 쥐어 격파하는 자세를 취하고 있다. 지장시왕상의 조성기는 다음과 같다.
<제1 진광대왕상 내 복장 조성기>

順治十七年庚子四月日新造像

安于動鶴山龍密寺

供養布施兼大施主

通政大夫金季生 兩主保体

供養布施兼施主金乃明兩主

供養布施兼施主金鉃兩主

綵色施大施主金有民兩主

供養布施兼施主韓武生兩主

供養布施兼大施主田以成兩主保体

供布施兼大施主孫樂生兩主

布施施主黃漢男兩主

供養布施兼大施主鄭以龍兩主

布施施主崔晉經兩主

布施施主金有成兩主保体

緣化秩

證明 圓應

上畵員 勝一

邊手 性照

副畵員 明信

源一

一熏

玄敏

別座 法應

供養主 法明

淸海

道安

化士前判釋行

이 지장시왕상은 1660년에 당대 최고의 조각승 승일(勝一)스님이 조성하여 용밀사에 봉안했던 상으로, 22구 모두 석조로 조성한 희귀한 상으로서, 칠곡 송림사 삼장상과 비견되고, 시대를 대표할 수 있는 지장시왕상이라 할 수 있다. 또한 진광대왕상에서 조성기가 발견되어 조성시기 및 조성화원, 시주자 등을 정확히 알 수 있으므로 서울시 유형문화재로 지정한다.

## 보물 승격 사유
‘서울 청룡사 석조지장보살삼존상 및 시왕상 일괄(서울 靑龍寺 石造地藏菩薩三尊像 및 十王像 一括)’은 지장보살삼존상을 중심으로 시왕상 10점과 귀왕 2점, 판관 2점, 사자 2점, 동자상 1점, 장군상 2점이 잘 남아 있어 조선 후기 명부전 조각의 구성을 잘 보여준다.
승일(勝一)이 수(首)조각승으로 제작한 상들로 지장보살상의 높이가 92cm로 그의 다른 작품처럼 방형의 얼굴에 입이 특징적인 얼굴 표현형식을 보여준다. 커다란 두부에 비해서 체구는 약간 움츠려 있는데 석조라는 재료상의 제약에 의한 것으로 보인다. 이러한 특성은 도명존자, 무독귀왕의 경직된 자세에서도 엿볼 수 있지만 각 시왕의 관모, 복식, 옷주름, 지물 등 세부표현이 충실하게 이루어진 모습도 관찰된다.
이 상들은 전체적인 구성이 거의 완전하고 보존상태가 양호하며 최초 봉안되었던 사찰과 불사에 동참한 시주자들, 조각을 담당했던 조각승들을 알 수 있는 발원문이 전하고 있어서, 조선 후기 불교조각을 이해하는 데 중요한 자료가 될 것으로 평가된다.

## 같이 보기
- 청룡사

## 참고 자료
- 서울 청룡사 석조지장보살삼존상 및 시왕상 일괄 - 국가유산청 국가유산포털